# Карпов, Анатолий Викторович (биатлонист)
Анатолий Викторович Карпов (род. 1983) — российский биатлонист, чемпион Европы по летнему биатлону, призёр чемпионата России по биатлону. Мастер спорта России международного класса (2008).

## Биография
Представлял Республику Башкортостан (г. Уфа), тренер — Никитин Виктор Анатольевич.
Наибольших успехов добивался в летнем биатлоне. В том числе на внутренних соревнованиях — серебряный призёр чемпионата России среди юниоров в эстафете (2002), победитель этапа Кубка России (2006), бронзовый призёр чемпионата России в спринте (2006) и др.
В 2006 году на чемпионате Европы по летнему биатлону (кросс) в латвийском Цесисе стал чемпионом в смешанной эстафете, в команде с Евгенией Михайловой, Надеждой Старик и Алексеем Ковязиным, а также завоевал серебро в спринте, уступив Ковязину.
В зимнем биатлоне в 2006 году стал бронзовым призёром чемпионата России в эстафете в составе сборной Башкортостана.
Завершил профессиональную карьеру в конце 2000-х годов. В дальнейшем выступал в любительских и ведомственных (общества «Динамо») соревнованиях.